# Yours Truly (Ariana Grande-album)
Yours Truly er Ariana Grandes debutalbum. Albummet udkom den 30 august 2013 via Republic Records og Island Records.

## Spor
- Honeymoon Avenue
- Baby I
- Right There (feat. Big Sean)
- Tattooed Heart
- Lovin' It
- Piano
- Daydreamin'
- The Way (feat. Mac Miller)
- You'll Never Know
- Almost Is Never Enough
- Popular Song
- Better Left Unsaid